# Шихлинский, Зия Энвер оглы
Зия Энвер оглы Шихлинский (азерб. Ziya Ənvər oğlu Şıxlinski) — советский и азербайджанский кинорежиссёр. Заслуженный деятель искусств Азербайджана (2011).

## Биография
Зия Шихлинский родился 18 мая 1951 года в городе Баку. Окончив в 1969 году среднюю школу № 160, поступил в том же году на филологический факультет Азербайджанского государственного университета. В 1973 году завершил здесь своё образование. Работал некоторое время на киностудии «Азербайджанфильм», ассистентом режиссёра и вторым режиссёром. В 1985-1987 был режиссёром киножурналов «Советский Азербайджан» и «Искусство и юное поколение». В 1987—1989 годах учился на Высших курсах сценаристов и режиссёров в Москве.

## Фильмография
Является режиссёром следующих фильмов: охватывающая политические события, во время которых советские войска учинили резню в Будапеште, Новочеркаске, Праге, Афганистане, Алмате, Тбилиси и Баку документальная картина «Хотят ли русские войны» (1990), посвящённый генералу Али Аге Шихлинскому документальный фильм «Считался богом артиллерии» (1996), повествующая о жизни немцев проживающих на территории Азербайджана картина «Песня одной тоски» (1997), посвященный народному писателю Исмаилу Шыхлы документальный фильм «Пути расходятся» (1998).                                                                                Снял также документальные фильмы: «Возвращение Шопена» (1998), «Размышление в течение 8 с половиной минут» (1999), «Нет родного места» (2003), «Источник жизни» (2005), «Жизненные следы» (2006), «Поклонение» (2007), «Азербайджанские мотивы» (2008), «Азербайджанская музыка» (2009), «Окно, открытое в мир», «Его большое сердце», посвященный народному писателю, драматургу и киносценаристу Имрану Касумову, «Художник рисующий сердцем» (2010), «Фотохудожник» (2011), об одном из лучших репортажных фотографов современности Реза Дегати, «Куда шла эта дорога» (2012), посвящённый бакинским воспоминаниям известного итальянского поэта, писателя и сценариста Тонино Гуэрры, «Хроника нелегких дней» (2013), посвящённый событиям 1918 года и созданию Национальной армии Азербайджана, «Посвящение» (2014) о жизни и деятельности известного государственного деятеля Азербайджана, Алиша Лемберанского.
На данный момент Зия Шихлинский продолжает работать на киностудии «Азербайджанфильм» имени Джафара Джаббарлы.

## Звания и награды
- В 2011 году в связи с празднованием дня национального кино распоряжением президента Ильхама Алиева был удостоен почётного звания Заслуженный деятель искусств Азербайджана.
- Персональная пенсия Президента Азербайджанской Республики (6 мая 2023 года) — за заслуги в развитии азербайджанской культуры[2].
- Кинематографическая премия Союза кинематографистов Азербайджана (2013)[3].